# Lục nghệ

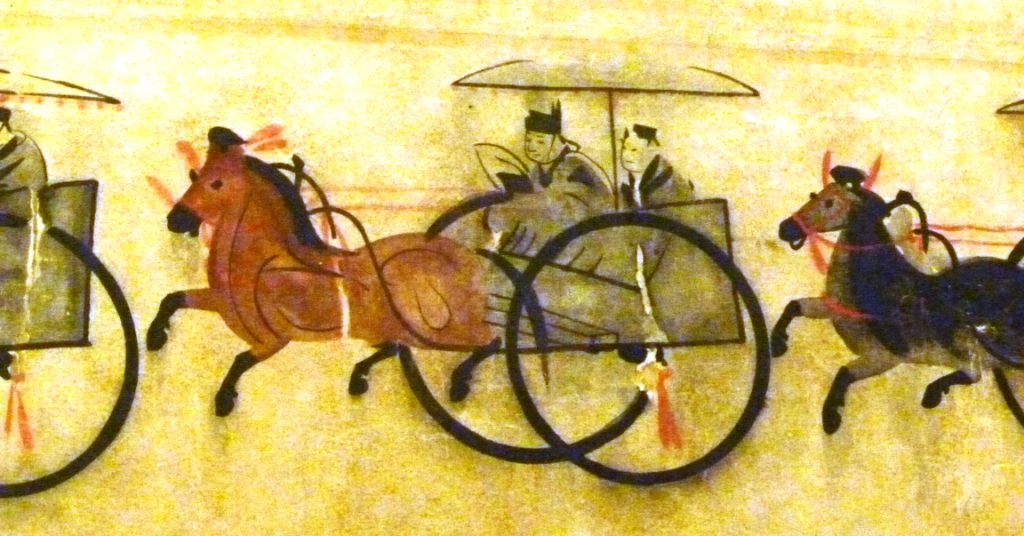
Một trong kỹ năng Lục nghệ, Ngự.

Lục nghệ (phồn thể: 六藝, giản thể: 六艺, bính âm: liù yì, tiếng Anh: Six Arts) là hệ thống giáo dục cơ bản của văn hoá Trung Quốc cổ đại theo hướng Nho giáo, hoặc cũng để gọi các loại học vấn cao cấp của giáo dục nói chung. Cách gọi này có hai hàm nghĩa, một là án theo cổ truyền từ Chu lễ, hoặc là theo cách nói của Khổng Tử.

## Khái quát
Từ triều đại nhà Chu, án theo Chu lễ, các học sinh được yêu cầu phải nắm vững sáu môn nghệ thuật bao gồm: lễ (lễ nghĩa), nhạc (âm nhạc), xạ (bắn cung), ngự (cưỡi ngựa) thư (thư pháp) và số (Toán học) Những người đàn ông xuất sắc trong sáu nghệ thuật này được cho là đã đạt đến trạng thái hoàn hảo, gọi là một quân tử.
|   | Môn  | Phồn thể | Giản thể | Tiếng Anh     | Tiếng Việt |
| - | ---- | -------- | -------- | ------------- | ---------- |
| 1 | Lễ   | 禮       | 礼       | Rites         | Lễ nghĩa   |
| 2 | Nhạc | 樂       | 乐       | Music         | Âm nhạc    |
| 3 | Xạ   | 射       | 射       | Archery       | Bắn cung   |
| 4 | Ngự  | 御       | 御       | Charioteering | Cưỡi ngựa  |
| 5 | Thư  | 書       | 书       | Calligraphy   | Thư pháp   |
| 6 | Số   | 數       | 数       | Mathematics   | Toán học   |

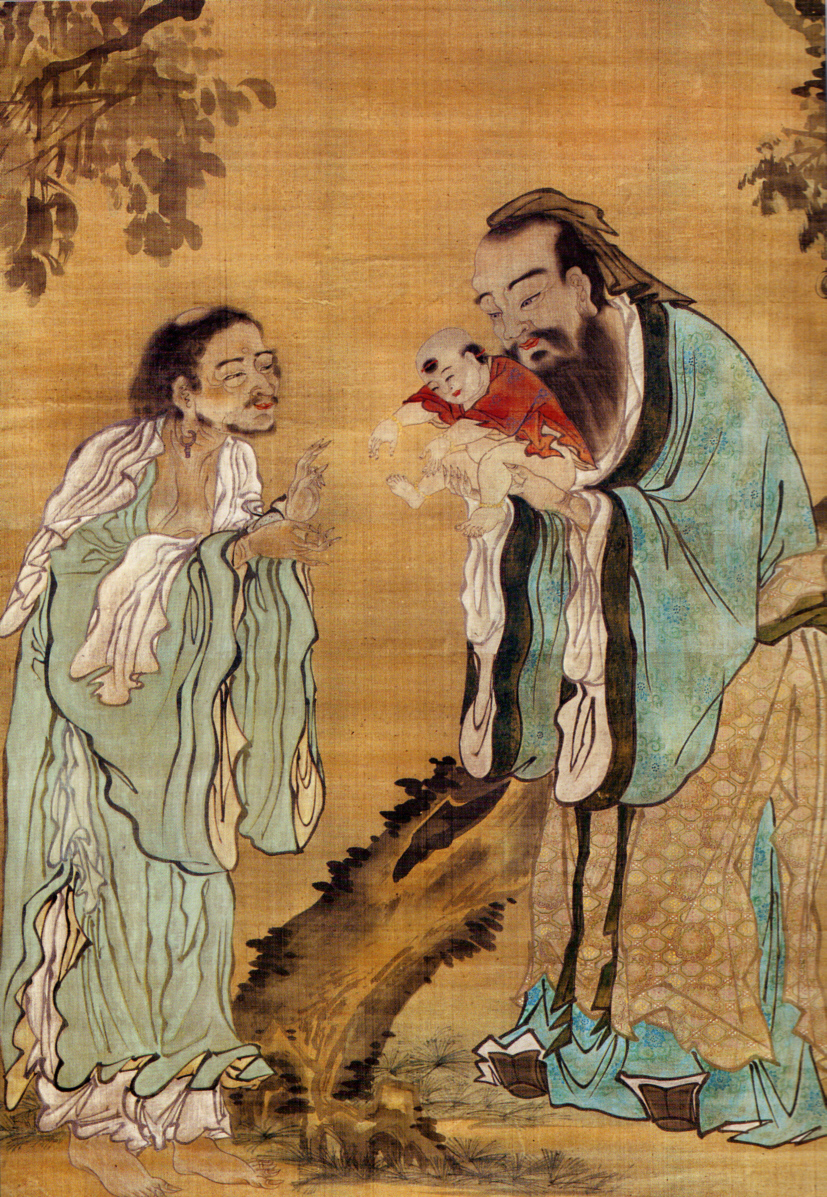
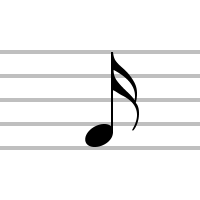
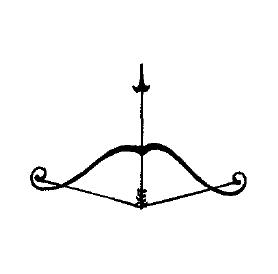
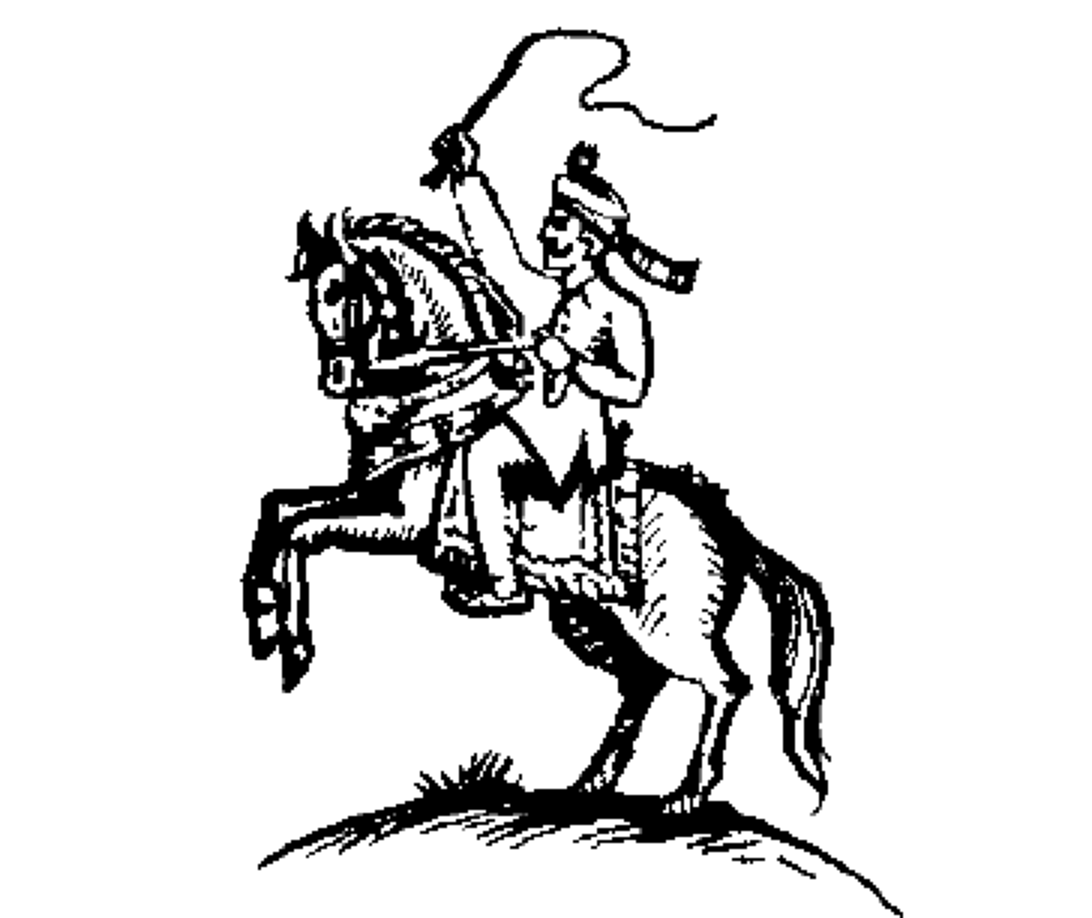
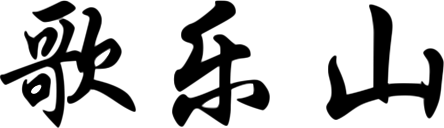

Khái niệm Lục nghệ thời nhà Chu được hình thành phát triển trong thời kỳ tiền phong kiến. Nó là sự kết hợp cả các môn nghệ thuật về quân sự và dân sự. Mỗi phần của nó lại chia ra các khái niệm tỉ mỉ, gồm:
- Lễ, phân ra Ngũ lễ (五禮), gồm: [Cát; 吉], [Hung; 兇], [Tân; 賓], [Quân; 軍], [Gia; 嘉].
- Nhạc, phân ra Lục nhạc (六乐), gồm: [Vân môn; 雲門], [Đại hàm; 大鹹], [Đại thiều; 大韶], [Đại hạ; 大夏], [Đại hoạch; 大鑊], [Đại vũ; 大武].
- Xạ, phân ra Ngũ xạ (五射), gồm: [Bạch thỉ; 白矢], [Tham liên; 參連], [Diệm chú; 剡註], [Tương xích; 襄呎], [Tỉnh nghi; 井儀].
- Ngự, phân ra Ngũ ngự (五禦), gồm: [Minh hòa loan; 鳴和鸞], [Trục thủy khúc; 逐水曲], [Quá quân biểu; 過君錶], [Vũ giao cù; 舞交衢], [Trực cầm tả; 逐禽左].
- Thư, phân ra Lục thư (六書), gồm: [Tượng hình; 象形], [Chỉ sự; 指事], [Hội ý; 會意], [Hình thanh; 形聲], [Chuyển chú; 轉註], [Giả tá; 假借].
- Số, phân ra Cửu số (九數), gồm: [Phương điền; 方田], [Túc mễ; 粟米], [Soa phân; 差分], [Thiếu quảng; 少廣], [Thương công; 商功], [Phương trình; 均輸], [Doanh bất túc; 盈不足], [Bàng yếu; 徬要].

Sang thời nhà Hán trở về sau, Lục nghệ lại thường ám chỉ đến [Lục kinh; 六經], gồm Kinh Thi, Kinh Thư, Kinh Lễ, Kinh Nhạc, Kinh Dịch và Kinh Xuân Thu. Khi Hán Vũ Đế chấn hưng Thái học, lập nên Ngũ kinh Tiến sĩ (五经博士), chuyên dùng Lục nghệ để giáo dục.
Ở thời kì hậu phong kiến, phần dân sự sau này trở thành Tứ nghệ bao gồm đánh đàn, chơi cờ, làm thơ và vẽ tranh; đây chính là khái niệm [Cầm, kỳ, thi, họa; 琴棋书画] nổi tiếng mô tả học vấn của nữ giới. Tuy nhiên, nó được xem là một thú vui tao nhã mang tính giải trí hơn là học thuật hàn lâm như những thời đại trước. Theo như truyền thống, cầm là nói đến việc chơi cổ cầm - một loại đàn quý; kỳ là việc chơi cờ vây, thi là thư pháp cùng họa là vẽ tranh thủy mặc.

## Ảnh hưởng
Lục nghệ đã ra đời trước Khổng Tử, nhưng đã trở thành một phần của triết học Khổng giáo. Nó đã được luyện tập bởi 72 đệ tử Khổng Tử.
Học giả Từ Cán (170-217) đã bàn về lục nghệ trong cuốn sách Diễn văn cân bằng (Balanced Discourses). Tư tưởng yêu cầu học sinh thành thạo sáu nghệ thuật trong Lục nghệ tương đồng với khái niệm phương Tây thời Phục hưng về người đàn ông hoàn hảo. Học giả Nho giáo cần học nhiều hơn về Lục nghệ hơn là đọc sách. Thực tế có một số học giả cổ điển có quan tâm đến toán học, thiên văn học và khoa học Trung Quốc (ví dụ như Lưu Huy, Tổ Xung Chi, Thẩm Hoạt, Khiêm Quang, Chu Thế Kiệt). Truyền thống này đã biến mất sau triều nhà Nguyên (1271-1368), khi Nho giáo nhấn mạnh tầm quan trọng của cuốn sách Luận ngữ về các lĩnh vực nghệ thuật và kỹ thuật khác.
Tại Quốc tử giám, pháp luật, toán học, thư pháp, cưỡi ngựa và bắn cung đã được nhấn mạnh bởi Hoàng đế Minh Thái Tổ (Chu Nguyên Chương) cùng với các tác phẩm cổ điển Nho giáo và cũng được yêu cầu trong các kỳ khoa cử. Năm 1162, Hoàng đế Tống Hiếu Tông yêu cầu đối với các quan chức phải biết bắn cung và cưỡi ngựa. Năm 1370, Minh Thái Tổ thêm bắn cung và môn đua ngựa vào kỳ thi võ. Khu vực xung quanh Ngọ Môn của Nam Kinh được các lính canh và tướng của Minh Thái Tổ sử dụng để bắn cung.
Cho đến triều đại nhà Thanh, các chuyên gia Trung Quốc đã không thể quản lý chính xác âm lịch, và âm lịch khác xa với nguyên lý tự nhiên. Đây là một sự xấu hổ lớn đối với triều đình Trung Quốc vì sự tuân thủ lịch âm lịch của các quốc gia chư hầu là sự thừa nhận chủ quyền của triều đình Trung Quốc đối với họ. Đó là một hậu quả tất yếu vì sau một khoảng thời gian dài, các học giả không quan tâm đến Lục nghệ, trong đó có Toán học.